# Pothyne laosensis
Pothyne laosensis är en skalbaggsart som först beskrevs av Maurice Pic 1934.  Pothyne laosensis ingår i släktet Pothyne och familjen långhorningar.
Artens utbredningsområde är Laos. Inga underarter finns listade i Catalogue of Life.